# 勝安航空
勝安航空（英語：Silk Air）是一家總部設在新加坡的航空公司，已与新加坡航空公司合并。胜安原是一家新加坡航空全資附屬的子公司，其航線高達52條航線位於東南亞、南亞和中國城市，2006年的載客量達156萬人次。勝安航空為新加坡航空公司區域聯隊，雖然它是新加坡航空子公司，但並未加入星空聯盟。2006年，勝安航空賺取利潤$30萬美元，營業額上升20.4%至4.15億美元。
它為新航集團網絡提供區域性短程和中程國際航線。截至2015年3月31日止，該航空公司飛行超過350萬人次，營業利潤達到4080萬新幣。截至2017年3月31日，勝安航空的員工人數為1,632人。
2018年5月18日，新加坡航空宣布將投入超過1億新幣（7450萬美元），替勝安航空進行機艙改造升級，其中包括商務艙的平躺座椅，以及商務和經濟艙的椅背艙內娛樂系統。 新航表示，機艙改造升級預計將從2020年起展開，一旦完成的機艙達到足夠數量，最終新航將與勝安航空進行合併。
2021年5月6日勝安航空飛出最後一班航班後，被母公司合併，全面停飛。旗下的機隊也轉移給新加坡航空。

## 歷史
勝安航空的歷史可追溯到1976年，當時名為得運航空，原本為一所專營運地區性非定期航班的航空公司，向新加坡航空租借飛機來營運。1989年2月21日開始提供定期航班服務，租借一架MD87負責6個航點，分別為汶萊、芭堤雅、普吉、合艾、關丹和刁曼島，隨後更增加了雅加達、金邊、仰光與高雄航線，以擴充其業務。
1992年4月1日得運航空易名為勝安航空，並更改了其公司口號為「Where the world unwinds」、「得運之後，乘勝安來」。勝安航空改用6架波音737-300來執行其航班，並在90年代中期增加2架空中巴士A310-200負責印度和中國航線。勝安航空是首家允許乘客租借手攜VOD隨選視訊系統作為飛行娛樂的亞洲航空公司。
2015年4月10日，勝安航空推出了全新系列的製服，這是26年來的第四次製服變革。制服有兩種不同的顏色 - 一般空服為淺藍色和資深空服的梅花紅，兩種變化都伴隨著深藍色的裙子。
2017年10月29日，勝安航空接替所有酷航營運的仰光航線，隨著轉機，該航空公司將其仰光業務提升至每週15架次。
2017年10月30日，勝安航空首航飛往廣島，提供每週三班新加坡往返廣島的航班，為勝安航空加入了第一個日本航點。
2018年1月25日，勝安宣布將於2018年4月至6月期間，將蘭卡威、和卡利博的航線轉交由酷航飛行。
2018年5月18日，新加坡航空宣布將投入超過1億新幣，替勝安航空進行機艙改造升級，最終新航將與勝安航空進行合併。
2018年11月22日，为配合新加坡航空和胜安航空公司拟议的合并计划，胜安航空将从明年4月起，逐步将17条航线转移给新航旗下的低成本航空公司酷航。
2021年5月6日，執飛完最後一班航班MI411從加德滿都返回新加坡後，勝安航空結束營運。

## 重大意外
- 1997年發生了勝安航空185號班機空難，一架波音737-300客機墜毀，導致機上104人罹難，种种间接证据表明是人為蓄意墜機。

## 航點
至2008年勝安航空服務範圍達32個城市，其航點位於印尼、中國大陆、柬埔寨、印度、緬甸、菲律賓、泰國、尼泊爾、越南和新加坡，當中不少航班是與其它航空公司聯營。勝安航空目前所有航班都是自新加坡出發。
2015年勝安航空提供新加坡飛往臺中的包機服務。

## 機隊

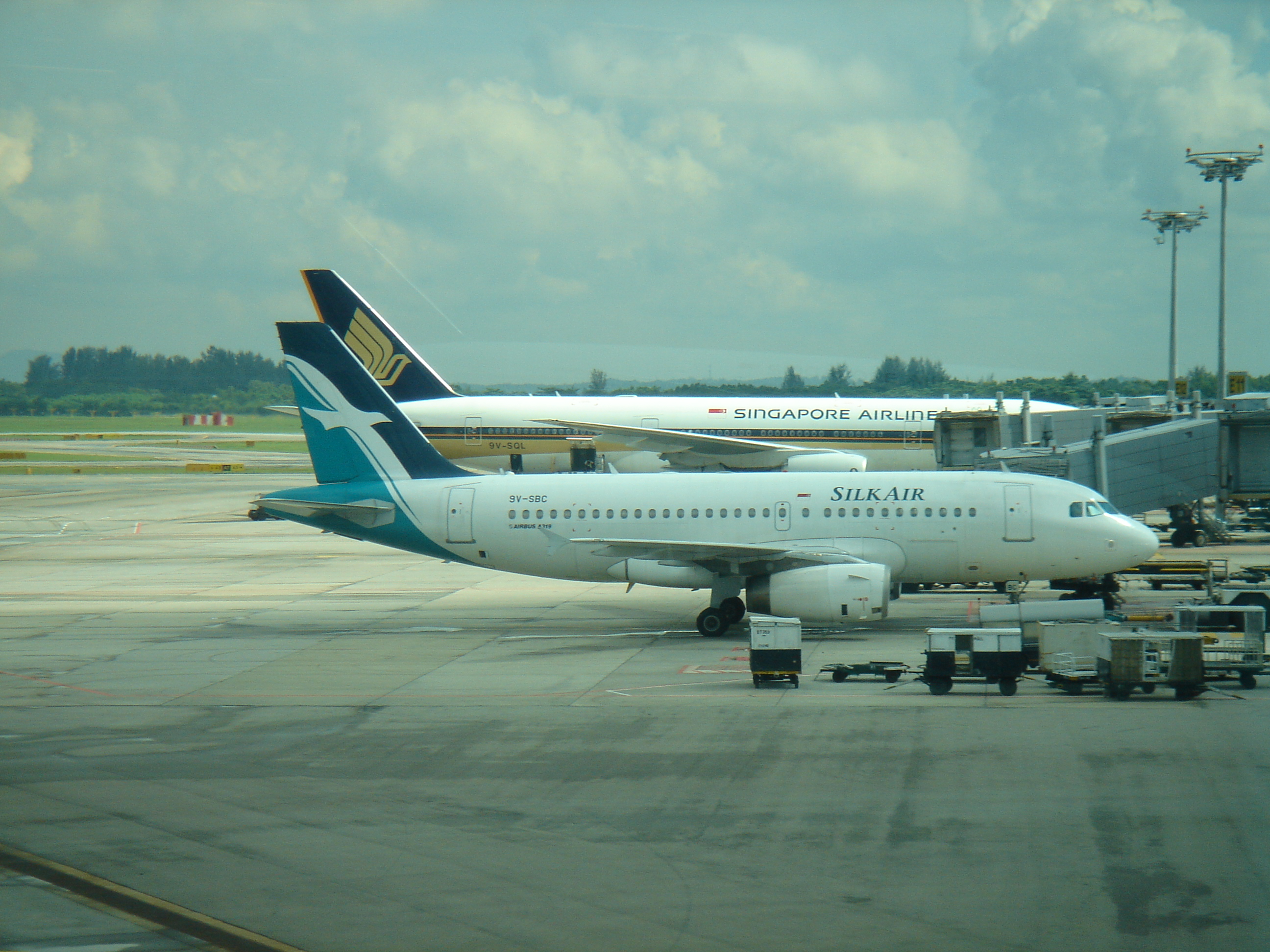
勝安航空空中巴士A319在新加坡樟宜機場

勝安航空原本是由租借MD-87來營運，在1991年改用6架波音737-300，1993年至1995年間增加從新加坡航空退役的兩架A310-200，1995年至2000年再增加兩架福克F70，自1998年起漸漸改用A320，並把波音飛機全數退役。2006年12月20日，勝安航空增購11架A320-200，再加上9架選擇權，那些飛機會在2009年至2012年交付。
2012年8月3日，勝安與波音公司簽署了購買68架飛機的協議。該協議包括23架波音737-800和31架波音737 MAX 8飛機的訂單，以及另外14架飛機的選擇權。
2014年2月4日，勝安航空收到了首架波音737-800飛機。
2017年10月4日，勝安航空收到其首架波音737 MAX 8飛機。
截至2018年5月1日，勝安航空的平均機齡為4年5個月，擁有機隊如下：

## 客艙
勝安航空的飛機均設有商務艙和經濟艙。

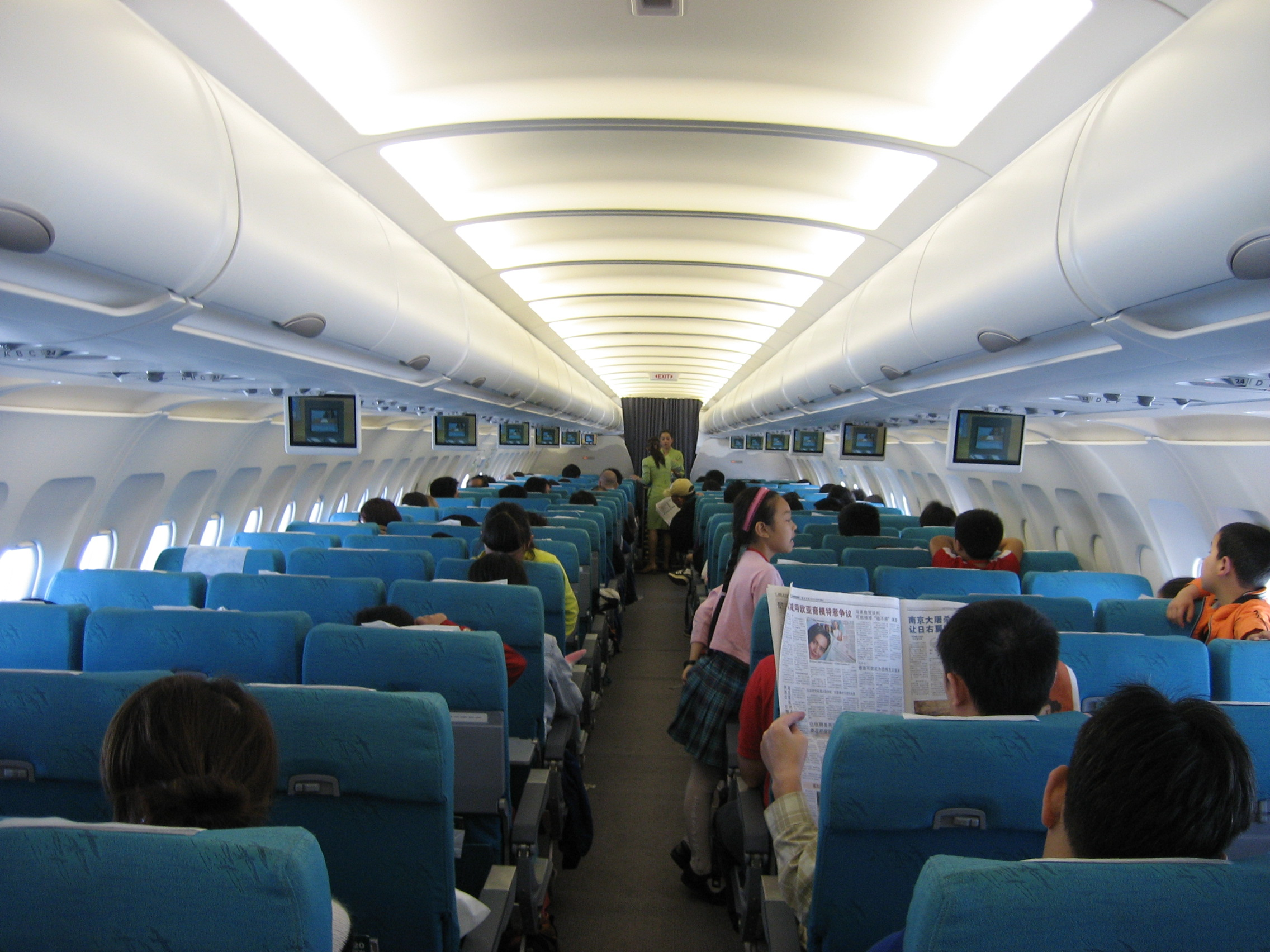
勝安航空A320經濟艙

2018年5月18日，新加坡航空宣布，勝安航空將從2020年開始進行機艙產品升級，其中包括商務艙的平躺座椅，以及商務和經濟艙的椅背艙內娛樂系統。
商務艙
商務客艙的座位間距介於39至40英寸之間，寬度介於20至22英寸之間，放腳的空間有19.3英吋。現在勝安所有飛機上商務艙皆為全皮革座椅。
在波音737 MAX 8班機上，商務艙座椅間距顯著增加至49英寸，這是經營區域性航線航空市場上最慷慨的座位之一，每個座椅都有一個USB插座和一個3孔插頭，可以讓平板電腦和手機進行快速充電。
經濟艙
勝安航空的所有經濟艙客艙座椅間距為31英寸，座椅寬度為17-18英寸，放角空間有11英寸。
在波音737 MAX 8班機上，每個座椅的後方都安裝了個人平板電腦和手機尺寸的固定器，座椅下方有USB插座和3孔插頭，可為平板電腦，筆記型電腦和個人設備充電。

## 飛行服務

### 客艙餐飲
登機時可以先享用免費的提神飲料。到正式用餐時間，乘务员会提供東方佳餚或可口西餐，其中包括很多地方特色的名菜，如海南雞飯、叻沙、雲吞麵，以及各種各樣的馬來餐、印度餐和中華餐， 還有各種酒水飲料，商務艙乘客可以在航班前預先預訂。

### 機艙娛樂
經濟艙的乘客可以以15新加坡元租借手攜VOD隨選視訊系統（DigEplayers）作為飛行娛樂，而特定航線的商務艙乘客則可以免費。自2014年5月起，勝安航空開始在旗下客機上佈署勝安樂院無線娛樂系统，乘客可使用自己的设备通过无线网络观看电影、欣赏音乐等。只需要下載 Silkair Studio 就可以享受我們機上無線娛樂系統（無需付費）。波音737-800班機還提供座椅音響。
勝安樂院
SilkAir Studio於2014年推出，胜安航空提供机上无线娱乐系统-胜安乐院。通过您的个人移动终端直连胜安乐院，即可观看超过300部电影，电视节目以及热门音乐专辑。並为航程超过2小时的商务舱旅客免费提供平板电脑登陆胜安乐院。安卓用户可于机舱内接下载胜安乐院 (SilkAir Studio)。苹果用户需在登机前于 App Store下载胜安乐院 (SilkAir Studio)。2018年起，随着胜安航空与新加坡航空的合并计划提上日程，胜安航空开始对旗下机队客舱进行升级并加装新加坡航空的“银刃世界” (Krisworld) 机上娱乐系统，胜安乐院 (SilkAir Studio)也开始逐步停用。

## 飛行常客獎勵計劃
勝安航空使用母公司 - 新加坡航空的「KrisFlyer」作為其飛行常客獎勵計劃。作為KrisFlyer會員，每次乘搭勝安或新加坡航空公司航班時可累積KrisFlyer里程。累積的飛行里程若點數滿足，乘客將可兌換新的機票前往心儀的目的地，或是如果乘坐新航、勝安、酷航或其他星空聯盟的航班時，累積的飛行里程可用來提升客艙等級。

## 代碼共享伙伴
- 中國國際航空
- 深圳航空
- 紐西蘭航空
- 曼谷航空
- 法國航空
- 加魯達印尼航空
- 寮國航空
- 漢莎航空
- 馬來西亞國際航空
- 新加坡航空
- 酷航
- 瑞士航空
- 維珍澳洲航空
- 維斯特拉航空（英语：Vistara）
- 斐濟航空

## 外部連結
- 勝安航空網站(簡體中文) （页面存档备份，存于）
- 勝安航空網站(英语) （页面存档备份，存于）